# (57) Mnemòsine
Mnemosyne és l'asteroide núm. 57 de la sèrie, és un gran asteroide del cinturó principal. Va ésser descobert per en Karl Theodor Robert Luther (1822-1900) a Düsseldorf el 22 de setembre del 1859. Rep el nom de Mnemosyne per la deessa Mnemòsine de la mitologia grega.